# Schistura leukensis
Schistura leukensis és una espècie de peix de la família dels balitòrids i de l'ordre dels cipriniformes.

## Morfologia
Els mascles poden assolir els 5,8 cm de longitud total.

## Distribució geogràfica
Es troba a la conca del riu Nam Leuk (Laos).

## Amenaces
Les seues principals amenaces són la construcció de preses, la desforestació i les pràctiques agrícoles, les quals són les causants de l'erosió del sòl, la sedimentació i la contaminació de l'aigua.